# Claudio Rangoni (vescovo 1559)
Claudio Rangoni (Modena, 26 settembre 1559 – Reggio nell'Emilia, 2 settembre 1621) è stato un vescovo cattolico e diplomatico italiano.

## Biografia
Claudio Rangoni nacque il 26 settembre 1559 a Modena, capitale del ducato di Modena e Reggio, feudo degli Este duchi di Ferrara; era figlio di Alessandro Rangoni, condottiero morto a Chioggia il 18 aprile 1572 durante un tumulto tra le truppe francesi e quelle veneziane.
Già conte, la sua eleggibilità come successore degli Apostoli venne presa in considerazione da papa Clemente VIII in persona e la sua elezione venne annunciata il 15 dicembre 1592 durante il Concistoro. Il giorno seguente venne nominato, trentatreenne, vescovo di Reggio Emilia, succedendo a monsignor Giulio Masetti, deceduto il 2 settembre precedente. Ricevette la consacrazione episcopale il 10 gennaio 1593, nella Cappella di Palazzo presso Roma, per imposizione delle mani dello zio cardinale Girolamo Bernerio, O.P., vescovo di Ascoli Piceno, assistito dai co-consacranti monsignori Giovanni Domenico Marcot, O.P., arcivescovo metropolita di Spalato, e Feliciano Ninguarda, O.P., vescovo di Como. Il vescovo guidò già dal 9 gennaio la sede per procura, dove arrivò il 25 marzo per celebrare nel duomo di Reggio Emilia la messa per la solennità dell'Annunciazione.
Alla morte del duca di Ferrara Alfonso II nel 1597 l'erede Cesare lo inviò a Venezia, per notificare alla Serenissima Repubblica la sua successione. Compiutasi però la devoluzione di Ferrara, Rangoni fu trattenuto a Ferrara stessa dal legato apostolico cardinale Pietro Aldobrandini, per conto del quale svolse alcune mansioni inerenti al passaggio istituzionale.
Il 10 gennaio 1598 papa Aldobrandini lo nominò, trentottenne, nunzio apostolico in Polonia, mantenendo contestualmente il governo pastorale della sua diocesi; succedette a monsignor Germanico Malaspina, che aveva terminato l'incarico diplomatico. Il 15 marzo 1604 introdusse il Falso Dimitri I come erede al trono russo alla corte polacca, contribuendo all'invasione polacca della Russia e dando inizio alla Guerra polacco-moscovita (1605-1618); ebbe così un ruolo importante anche nella storia della Russia durante il periodo dei torbidi. Per questo motivo sulla sua figura si basa uno dei personaggi principali dell'opera Boris Godunov di Modest Petrovič Musorgskij, quello del gesuita Rangoni.
Durante il suo periodo come nunzio, re Sigismondo III Vasa fece richiesta a papa Paolo V per la sua creazione a cardinale; nonostante le premesse sembrassero favorevoli, il Pontefice cambiò idea, portando ad un temporaneo raffreddamento delle relazioni diplomatiche tra Stato Pontificio e la Confederazione polacco-lituana. In seguito, Rangoni terminò la propria missione diplomatica il 16 settembre 1606, poco prima di compiere quarantasette anni, facendo ritorno nella propria diocesi.
Come vescovo di Reggio pubblicò nel 1595 gli atti del sinodo diocesano da lui presieduto e nel 1614 una raccolta di decreti e costituzioni sinodali e un rituale ad uso della sua diocesi.
Nel 1616 Ottavio Torricelli gli dedicò l'opera Thesium philosophicarum.
Morì il 2 settembre 1621 a Reggio Emilia, all'età di sessantuno anni.

### Ruolo nelle genealogie episcopali
Durante il suo mandato in Polonia Claudio Rangoni fu il consacratore principale dell'arcivescovo Wawrzyniec Gembicki. Per tale particolare circostanza, i contorni della quale furono messi in luce solo nel 2007, Rangoni si trova ad essere il capostipite di un consistente ramo secondario della genealogia episcopale di Scipione Rebiba, la cosiddetta linea polacca.

## Genealogia episcopale e successione apostolica
La genealogia episcopale è:
- Cardinale Scipione Rebiba
- Cardinale Giulio Antonio Santori
- Cardinale Girolamo Bernerio, O.P.
- Vescovo Claudio Rangoni

La successione apostolica è:
- Arcivescovo Wawrzyniec Gembicki (1601)
- Vescovo Jerzy Zamoyski (1601)
- Vescovo Szymon Rudnicki (1605)